# Харченко, Борис Алексеевич
Харченко Борис Алексеевич (род. 15 июля 1991, Луганск) — украинский шахматист, международный гроссмейстер (2013).

## Биография
Родился в 1991 году в Луганске.
Шахматами занимается с 1998 года, начинал в шахматном кружке луганской СШ № 19 под руководством Игоря Погорелова (мастер спорта Украины по заочным шахматам и кандидат в мастера спорта по очным шахматам).
В феврале 2000 года уже принимал участие в первенстве Луганской области. Помимо шахмат занимался также плаванием и посещал тренажёрный зал.
В марте 2001 года участвовал в первенстве Украины среди юношей до 10 лет в Николаеве и занял только девятое место.
В марте 2003 года на первенстве среди юношей до 12 лет, которое проходило в Киеве, он стал вице-чемпионом Украины. В октябре этого же года принимал участие в первенстве мира среди юношей до 12 лет, проходившем в Греции, и занял девятое место.
В апреле 2004 года Борис Харченко стал чемпионом Луганской области среди юношей до 20 лет, а в феврале 2005 года стал чемпионом Украины по шахматам среди юношей до 16 лет. В этом же году он завоевал 1-й приз среди юношей и выполнил норматив международного мастера по шахматам в международном турнире «Алуштинское лето».
В январе 2007 года Конгресс ФИДЕ присвоил Харченко звание «Международный мастер по шахматам». Бронзовый призёр Всеукраинских летних спортивных Игр по шахматам 2007 года в составе сборной Луганской области.
В январе 2013 года Харченко получил звание международного гроссмейстера. Гроссмейстерские нормы были выполнены на последующих турнирах: «Алуштинская осень» (2008), «Луганская осень» (2008) и «Мемориал Ботвинника» (Санкт-Петербург, 2012).
Участник клубного чемпионата Европы по шахматам (2016).
| Графики недоступны из-за технических проблем. См. информацию на Фабрикаторе и на mediawiki.org. |

## Семья
- Мать — Ольга Борисовна.